# دوستان راکت‌سازی آماتور

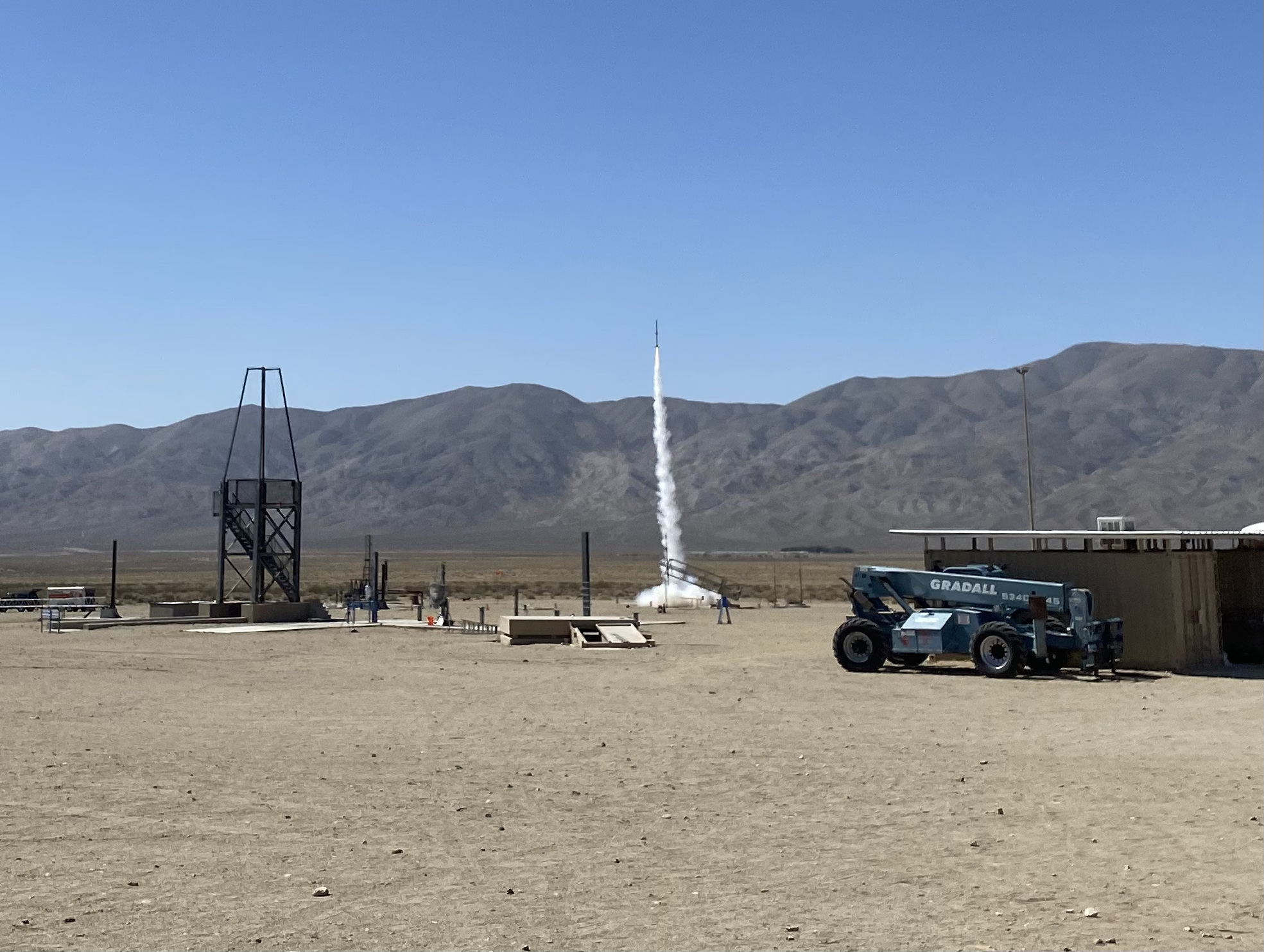
نمایی از راکت‌پراکنی سازمان «دوستان راکت‌سازی آماتور» در بیابان موهاوی - ۲۰۲۲

دوستان راکت‌سازی آماتور یک سازمان ناسودبر تامین‌کننده زیرساخت برای آزمایش و پرتاب راکت‌های آماتور آزمایشی و بزرگ است. سایت آزمایش و پرتاب آنها در شمال پایگاه نیروی هوایی ادواردز و نزدیک بیابان موهاوی است. دوستان راکت‌سازی در سال ۲۰۰۳ (میلادی) توسط چندین نفر از دوست‌داران و هواداران راکت‌سازی که از انجمن پژوهش واکنش جدا شده بودند پدید آمد. گروه‌های بسیاری مانند برنامه افسانه‌زدایان و یک قسمت از "چقدر می‌تواند سخت باشد؟" در شبکه نشنال جئوگرافیک از سایت آزمایش دوستان راکت‌سازی آماتور استفاده کرده‌اند.